# Энзастаурин
Энзастаурин является синтетическим бисиндолилмалеимидом, обладающим потенциальной противоопухолевой активностью. Связываясь с АТФ-связывающим сайтом протеинкиназы C бета, он селективно ингибирует её активность. А поскольку протеинкиназа С бета участвует в индукции фактора роста эндотелия сосудов (VEGF), то её ингибирование уменьшает секрецию VEGF и тем самым угнетает VEGF-стимулированный ангиогенез. Таким образом, энзастаурин может уменьшить кровоснабжение опухоли и затормозить её рост.
Однако в 2013 году энзастаурин провалил III фазу клинических испытаний при лимфоме.